# Premio Formentor
Il Premio Formentor di Lettere (Premio Formentor de las Letras) è un riconoscimento internazionale attribuito annualmente a scrittori come premio alla carriera.
Fondato nel 1961 dallo scrittore ed editore Carlos Barral con il sostegno di colleghi quali Claude Gallimard e Giulio Einaudi all'inizio era articoltao in due sezioni: Premio Formentor e Premio Internazionale.
Interrotto nel 1967, è stato rifondato nel 2011 come Premio Formentor di Lettere ed è amministrato dalla Fundación Formentor.
La cerimonia di premiazione si svolge sull'isola Cabo de Formentor a Maiorca e il vincitore riceve un premio di euro 50000.

## Albo d'oro Premio Formentor
- 1961 : Juan García Hortelano, Tormenta de verano
- 1962 : Dacia Maraini, L'età del malessere
- 1963 : Jorge Semprún, Il grande viaggio (Le Grand Voyage)
- 1964 : Gisela Elsner, I nani giganti (Die Riesenzwerge)
- 1965 : Stephen Schneck, Il portiere di notte (The nightclerk: being his perfectly true confession)
- 1966 : Annullato
- 1967 : Non assegnato

### Albo d'oro Premio Internazionale
- 1961 : Jorge Luis Borges, Finzioni (Ficciones) & Samuel Beckett, Trilogia
- 1962 : Uwe Johnson, Congetture su Jakob (Mutmassungen über Jakob)
- 1963 : Carlo Emilio Gadda, La cognizione del dolore
- 1964 : Nathalie Sarraute, I frutti d'oro (Les Fruits d'or)
- 1965 : Saul Bellow, Herzog
- 1966 : Non assegnato
- 1967 : Witold Gombrowicz,  Cosmo (Kosmos)

### Albo d'oro Premio Formentor di Lettere
- 2011 : Carlos Fuentes
- 2012 : Juan Goytisolo
- 2013 : Javier Marías
- 2014 : Enrique Vila-Matas
- 2015 : Ricardo Piglia
- 2016 : Roberto Calasso[2]
- 2017 : Alberto Manguel
- 2018 : Mircea Cărtărescu
- 2019 : Annie Ernaux
- 2020 : Cees Nooteboom
- 2021 : César Aira
- 2022 : Ljudmila Evgen'evna Ulickaja
- 2023 : Pascal Quignard
- 2024 : László Krasznahorkai[6]